# Mycklaflon
Mycklaflon är en sjö i Eksjö kommun i Småland och ingår i Emåns huvudavrinningsområde. Sjön är 40 meter djup, har en yta på 11,3 kvadratkilometer och befinner sig 207 meter över havet. Mycklaflon ligger i Mycklaflon Natura 2000-område och skyddas av fågeldirektivet. Sjön avvattnas av vattendraget Pauliströmsån. Vid provfiske har en stor mängd fiskarter fångats, bland annat abborre, bergsimpa, braxen och elritsa.
Sjön ligger omkring 25 kilometer från Mariannelund och 20 km från Eksjö. Sjön delas mellan socknarna Edshult, Hult och Bellö med största delen i Edshult. Mycklaflon ingår i Emåns vattensystem. Avrinningsområdet är 86 kvadratkilometer stort. 
Mycklaflon har ursprungligen haft röding, vilken dött ut. Flera förstärkningsutsättningar av röding från Vättern har skett under 1900-talet, varför rödingstammen som finns idag inte är ursprunglig.
Mycklaflon har ett av södra Sveriges finaste vatten och är klassat som ett nationellt särskilt värdefullt vatten ur naturvårdssynpunkt. Mycklaflon var länge opåverkad men tillsammans med grannsjöarna Skedesjön och Stora Bellen sänktes sjön 1884. På senare år har vattnet påverkats, om än i liten grad, av utsläpp från till lantbruk och reningsverket i Hult, Albert Engströms hemby.
Trots påverkan är Mycklaflons vattenkvalitet mycket hög. Siktdjupet är stort, upp mot tio meter. Högsta uppmätta djup är 40,5 meter men obekräftade rykten bland ortsbefolkningen gör gällande att det kan finnas ännu större djup.
Mycklaflon kategoriseras som en näringsfattig klarvattenssjö i en gravsänka. Sjön är en så kallad källsjö där vatten kommer upp ur berggrunden. Därför är Mycklaflon ofta något kallare än andra jämförbara sjöar. Djupet varierar kraftigt i sjön.
Sjön saknar större öar. Den mest anmärkningsvärda är Hästö i mitten av sjön. Sjöns runda form med bara en ö i mitten gör Mycklaflon speciell. I nordvästra änden av Mycklaflon bildar bron Sjöbron gräns mot den mindre och mer påverkade Skedesjön.
I norra änden av sjön ligger Mycklaflons camping. Där finns en sommartid välbesökt sandstrand. Stranden och delar av campingen ligger i naturreservatet Norrsånna, en ekhage som sträcker sig upp i en brant ovanför Mycklaflon. På toppen av naturreservatet finns en utsiktsplats.
Sommartid finns möjligheter till guidade rundresor kring Mycklaflon och Edshults socken.

## Delavrinningsområde
Mycklaflon ingår i delavrinningsområde (638313-146681) som SMHI kallar för Utloppet av Mycklaflon. Delavrinningsområdets medelhöjd är 223 meter över havet och ytan är 33,45 kvadratkilometer. Räknas de 3 delavrinningsområdena uppströms in blir den ackumulerade arean 85,7 kvadratkilometer. Pauliströmsån som avvattnar delavrinningsområdets har biflödesordning 2, vilket innebär vattnet flödar genom totalt 2 vattendrag innan det når havet efter 148 kilometer. Delavrinningsområdet består mestadels av skog (51 procent). Avrinningsområdet har 11,28 kvadratkilometer vattenytor vilket ger det en sjöprocent på 33,7 procent.

## Fisk
Vid provfiske har följande fisk fångats i sjön:
| - Abborre - Bergsimpa - Braxen - Elritsa - Gärs - Gädda - Lake - Mört - Nors - Röding - Sarv | - Sik - Siklöja |